# (447) Valentine
(447) Valentine ist ein Asteroid des Hauptgürtels, der am 27. Oktober 1899 von den deutschen Astronomen Max Wolf und Arnold Schwassmann in Heidelberg entdeckt wurde.
Der Asteroid trägt den Namen der Tochter des Barons und Wohltäters Albert von Rothschild.